# Унгозеро
Унгозеро — озеро на территории Ледмозерского сельского поселения Муезерского района Республики Карелии.

## Общие сведения
Площадь озера — 4,7 км², площадь водосборного бассейна — 184 км². Располагается на высоте 132,6 метров над уровнем моря.
Форма озера многолопастная, продолговатая: оно вытянуто с северо-запада на юго-восток. Берега изрезанные, каменисто-песчаные.
Через озеро протекает река Унга, впадающая в реку Онду, втекающую, в свою очередь, в Нижний Выг.
С запада в Унгозеро впадает ручей Терваоя, берущий начало из озера Кюбярайни и протекающий через озёра Терваозеро и Талкуна-Шельга.
С востока в Унгозеро впадает безымянный водоток, несущий воды из озёр Большого Лепозера и Вуаръярви.
В озере расположено не менее четырёх безымянных островов различной площади.
К озеру проходят лесные дороги.
Код объекта в государственном водном реестре — 02020001311102000008036.